# Ernst Scheel
Ernst Scheel (geboren am 3. Januar 1903 in Hamburg; gestorben 9. Januar 1986 ebenda) war ein deutscher Architektur-Fotograf, der überwiegend in Norddeutschland arbeitete. Seine Umsetzung der Arbeiten des Neuen Bauens im Hamburg der Weimarer Republik machte ihn bekannt.

## Leben
Scheel wuchs in Hamburg-Eimsbüttel auf und absolvierte nach dem Besuch der Realschule am Großneumarkt eine Ausbildung am Amtsgericht. Er absolvierte anschließend ein Studium als Grafiker und Typograph an der Altonaer Kunstgewerbeschule und machte sich 1924 als Fotograf in seinem Atelier am Dovenfleet selbständig.
Während des Studiums freundete er sich mit Rudolf Lodders an, der beim Architekten Karl Schneider arbeitete. Schneider fand Gefallen an den Aufnahmen Scheels, die der von seinen Bauten machte und erteilte in den Folgejahren weitere Aufträge, die nicht nur Bauten, sondern auch Modelle und eingerichtete Musterwohnungen umfassten. Ende der 1920er Jahre entstand eine Monografie der Schneider’schen Bauten mit zahlreichen Fotos Scheels. Die Zusammenarbeit mit Schneider endete nach dessen Absetzung als Professor der Kunsthochschule 1933 mangels neuer Aufträge Schneiders.
Für seine Architekturfotografien arbeitete Scheel mit einer schweren Plattenkamera mit Glasnegativen, daneben benutzte er eine Leica. Er veröffentlichte Bildreportagen ab 1927 in verschiedenen lokalen Publikationen (Hamburger Fremdenblatt, Hamburger Anzeiger, Hamburger Illustrierte), die ihm einem breiteren Publikum bekannt machten. 1930 führte der Journalist Hugo Sieker für die NORAG ein Radiointerview in Scheels damaligem Atelier in der Burchardstraße, das wenig später in »Das neue Bild« als Rekonstruktion abgedruckt wurde.

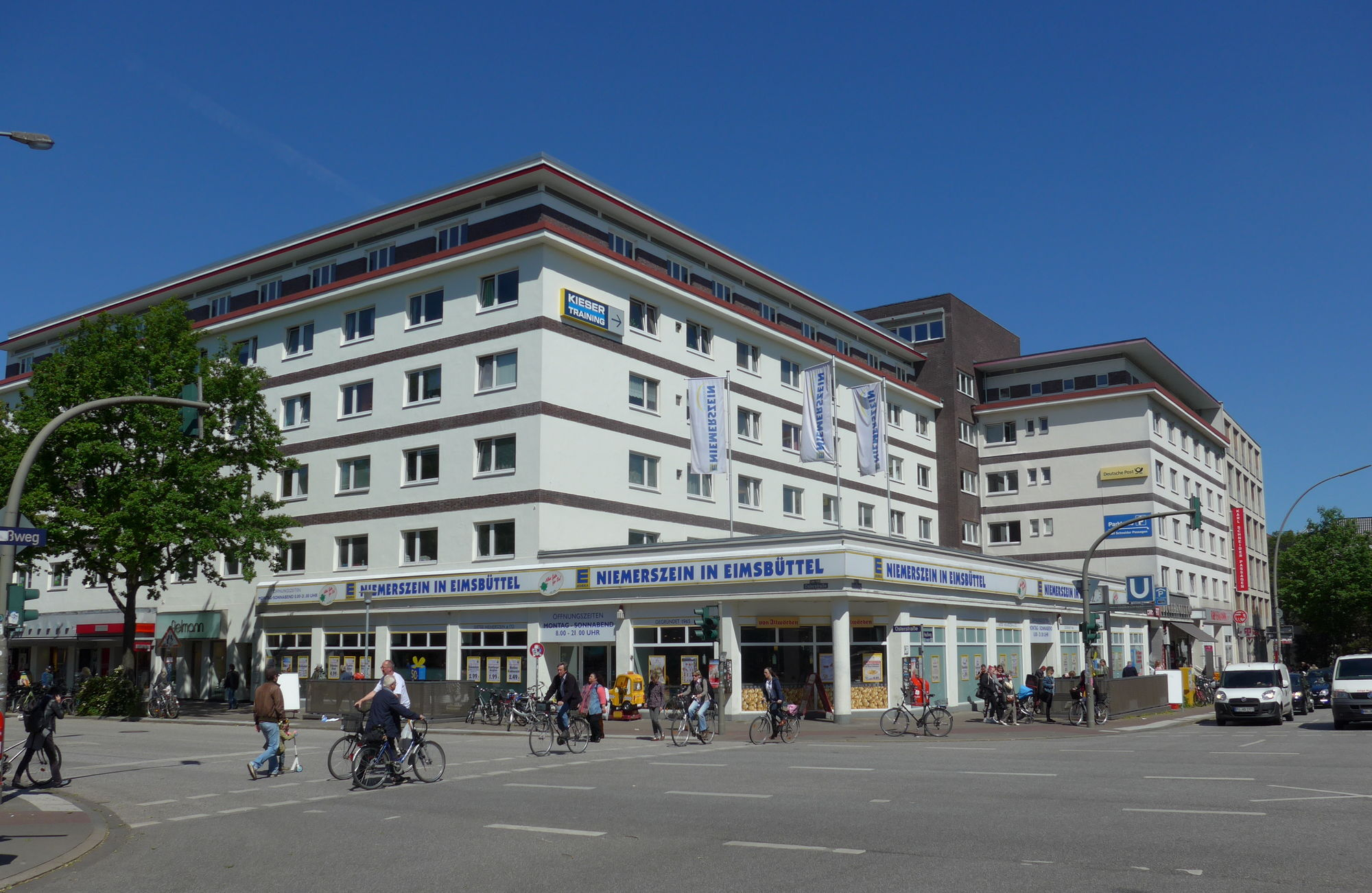
Das Atelier war von 1930 bis 1943 im Gebäude Osterstraße/Heußweg Arch. Karl Schneider (Aufnahme:2015)

Anfang der 1930er Jahre zog Scheel mit seinem Atelier in den neugebauten Gebäudekomplex Osterstraße/Heußweg, in dem sich auch das Kino der Emelka befand, das in einer ausdrucksstarken Fotoreihe dokumentiert wurde.
Seine Ausbildung setzte er mit der Gestaltung von Büchern und Zeitschriften um, in denen seine Fotos, vor allem aus seinen Industriereportagen, veröffentlicht wurden.
Hildebrand Gurlitt, Direktor des Kunstvereins in Hamburg, organisierte 1931 in Göteborg eine Ausstellung von Arbeiten der Hamburger Sezession »Ung Hamburger Konst«, die auch Fotografien umfasste, zu denen Scheel einige beisteuerte. Im gleichen Jahr fand im Kunstverein eine Ausstellung für Karl Schneider statt, die überwiegend Arbeiten Scheels umfasste.
Lodders machte sich Anfang der 1930er Jahre selbständig und beauftragte Scheel in den folgenden Jahren mehrfach mit der Dokumentation seiner Arbeiten wie den ILO-Motorenwerken in Pinneberg. Als Werksarchitekt für Borgward gab er ab 1934 weitere Fotos aus dieser Tätigkeit in Auftrag.
Konstanty Gutschow vergab nach 1933 verschiedene Aufträge, unter anderem Bilder vom Kakteenhaus sowie von einem Mustersiedlungshaus, das im Gelände der heutigen Planten un Blomen errichtet worden war.
Gutschow, der 1939 mit der Neugestaltung des Elbufers im Rahmen des Ausbaus Hamburgs zur »Führerstadt« beauftragt worden war, ließ von Scheel etliche Modelle seiner Entwürfe fotografieren und die klassizistischen Bauten der Palmaille von Scheel im Bestand dokumentieren, die Fotos wurden in einem von Erich Elingius herausgegebenen Buch veröffentlicht.
Neben seinen Reportagen und Architekturaufnahmen wurden in verschiedenen Veröffentlichungen Aufnahmen von Inneneinrichtungen von Schneider’schen Musterwohnungen und der 1931 eröffneten Hamburger Synagoge publiziert.
Scheel wurde 1938 von der Gestapo verhaftet und war für vier Wochen in Untersuchungshaft.
1942 wurde Scheel zur Wehrmacht eingezogen und in die Ukraine abkommandiert, wo er die Bildstelle der 320. Infanterie-Division leitete. In der amerikanisch-englischen Kriegsgefangenschaft übernahm er bis 1946 die Leitung eines Lazaretts in Goslar.
Er heiratete 1950 Martha Bruns, die Witwe eines Kriegskameraden, mit der er 1953 seine Tochter Petra bekam.
Nach dem Krieg begleitete Scheel die Arbeiten von Bernhard Hermkes an den Grindelhochhäusern und später beim Audimax, der Kennedybrücke, dem DESY sowie der Großmarkthalle im Hamburg-Hammerbrook.
Das Bauunternehmen Wayss & Freytag beauftragte ihn mit der fotografischen Dokumentation einiger seiner Projekte, hierbei entstanden Fotos vom Bau der Störbrücke bei Itzehoe
Peter Neve war einer der letzten Architekten von dem Scheel in nennenswertem Umfang Aufträge erhielt.
1974 beendete Scheel seine Tätigkeit als Architektur- und Industriefotograf.
Er verstarb 1986 in Hamburg.

## Ausstellungen (Auswahl)
- 1931 Sonderausstellung Karl Schneider, Kunstverein Hamburg, mit zahlreichen Arbeiten Scheels.
- 1983 Ernst Scheel – Architekturfotografie um 1930 in Hamburg, Kunstverein Hamburg
- 1985 Ausstellung von frühen Arbeiten in der von Karl Schneider entworfenen Villa Michelsen, zusammengestellt durch die Galeristin Elke Dröscher
- 1992 Ausstellung zum hundertsten Geburtstag von Karl Schneider im Museum für Kunst und Gewerbe Hamburg mit zahlreichen Arbeiten Scheels
- Im Mai – Juli 2015 wurde im Rahmen des Hamburger Architektursommers in der Freien Akademie der Künste eine Ausstellung von Arbeiten Scheels gezeigt[5]
- 2001 – Rudolf Lodders 1901 - 1978  Ein Architekt im Spannungsfeld zwischen technischem Fortschritt und moderner Tradition[6]
- 2010 – Von Klinker und Chrom – Bilder mit dem Stativ, Hamburg, Freie Akademie der Künste, 2010[7]
- 2014 – Form und Konstruktion – Vier Meisterwerke des Hamburger Architekten Bernhard Hermkes[8]
- Im Mai – Juli 2015 wurde im Rahmen des Hamburger Architektursommers in der Freien Akademie der Künste eine Ausstellung von Arbeiten Scheels gezeigt